# ووزنسنیه (استان آرخانگلسک)
ووزنسنیه (به لاتین: Voznesenye) یک منطقهٔ مسکونی در روسیه است که در استان آرخانگلسک واقع شده‌است.